# 鍵田忠三郎
鍵田 忠三郎（かぎた ちゅうざぶろう、1922年（大正11年）7月25日 - 1994年（平成6年）10月26日）は、日本の政治家。奈良市長、衆議院議員（1期、自由民主党）。剣道家でもあり、奈良県剣道連盟会長、奈良県なぎなた連盟会長も務めた。鍵田忠兵衛は次男。

## 経歴
1922年（大正11年）、奈良県奈良市生まれ。1943年（昭和18年）、拓殖大学専門部卒業。
1951年（昭和26年）、奈良県議会議員に当選、新若草山自動車道や三笠温泉開発の事業に携わる。38歳のとき、胸を患って余命2か月と診断、人生を終えるつもりで四国八十八箇所参りを行った後、体調は快復。1960年（昭和35年）、終戦の日である8月15日に慰霊するため、奈良東山の高円山に奈良大文字を創始する。高円山（462m）と京都の大文字如意ヶ岳（470m）がほぼ同じ高さであるという事と、両方とも弘法大師（空海）と深い関わりのある地であり深い因縁で結ばれている。
1967年（昭和42年）奈良市長に当選。地震雲の研究をして「地震雲市長」の呼び名もあった。同年、右翼に襲撃され打撲傷を負ったことがある。この事件について次男・忠兵衛は、2007年4月24日の衆議院総務委員会で、「うちのおやじが市長になって三カ月後に右翼団体の暴漢に襲われたことがありました。これも、事もあろうに市役所の中で木刀を持って階段の上から襲ってきた。」と振り返った。市長としては1970年（昭和45年）、近鉄奈良駅前に行基菩薩像の噴水を設置。1973年（昭和48年）、中国西安市と友好都市を結び、日本と中国の自治体が友好都市関係を築く呼び水となった。1977年（昭和52年）、市庁舎を猿沢池近くの東寺林町から現在地への移転を行った。
1980年（昭和55年）、奈良県知事選挙に立候補するが落選。1983年（昭和58年）、第37回衆議院議員総選挙に無所属で出馬、初当選。自由民主党に所属する。1986年（昭和61年）、第38回衆議院議員総選挙に落選。1990年（平成2年）、第39回衆議院議員総選挙も落選。
1993年（平成5年）春の叙勲で勲三等瑞宝章受章。
1994年（平成6年）10月26日死去、72歳。死没日をもって従七位から正五位に叙される。

## 著書
- （編）『鍵田忠次郎翁伝』鍵田忠三郎、1956年10月。
- 『遍路日記 : 乞食行脚三百里』協同出版、1962年2月。
- 『これが地震雲だ : 雲はウソをつかない』中日新聞本社、1980年8月。
- 『道を行じて : 奈良市長十四年の歩み』協同出版、1982年9月。
- 『決定版 これが地震雲だ : 雲はあなたを大地震から救ってくれる』NGS、1983年11月。 ISBN 4-915112-04-7
- 『日本民族を救うの道』東京アジア政経研究会、1985年10月。
- 『般若心経は電気の理法』協同出版、1991年11月。
- 『読誦の中に悟りあり : 般若心経講話』鍵田忠兵衛、1994年12月。